# Allende, Coahuila
Allende là một đô thị thuộc bang Coahuila, México. Năm 2005, dân số của đô thị này là 20153 người.